# Enzo Masiello
Enzo Masiello (Matera, 5 marzo 1969) è un atleta paralimpico e fondista italiano.
Vanta sei partecipazioni ai Giochi paralimpici (tre ai Giochi estivi e tre a quelli invernali) e tre medaglie conquistate.

## Biografia

### Carriera atletica
Enzo Masiello, paraplegico dall'età di 18 anni in seguito ad un incidente stradale, ha cominciato la sua attività sportiva nell'atletica leggera in carrozzina nel 1990, come sfida ad un amico ed atleta conosciuto durante la degenza in ospedale. Un anno dopo è stato convocato in Nazionale e ha iniziato la sua lunga carriera di atleta ai vertici internazionali, stabilendo fra l'altro i primati italiani di tutte le distanze dagli 800 m fino alla maratona.
Ha partecipato a tre edizioni dei Giochi Paralimpici estivi, da Barcellona 1992 a Sydney 2000, vincendo la medaglia di bronzo nei 5000 m a Barcellona, a due dei Giochi del Mediterraneo e a tre dei Campionati mondiali.

### Carriera sciistica
Dal 2004 si è dedicato anche allo sci di fondo paralimpico, partecipando a partire dalla stagione 2004-2005 alla Coppa del Mondo, dove ha conquistato quindici podi, a tre Mondiali nonché a tre edizioni dei Giochi paralimpici invernali, Torino 2006, Vancouver 2010 e Sochi 2014 .
A Torino è arrivato quarto nella 15 km, staccato di 7 secondi dalla medaglia di bronzo; quattro anni dopo, nel marzo del 2010 a Vancouver, ha conquistato la medaglia di bronzo nella 15 km e la medaglia d'argento nella 10 km. Grazie a questi risultati è divenuto il primo atleta paralimpico italiano ad aver conquistato una medaglia paralimpica sia ad una Paralimpiade estiva, che ad una Paralimpiade invernale. A Vancouver è stato anche scelto come portabandiera nella cerimonia di chiusura. A Sochi 2014 ottiene come miglior piazzamento un sesto posto nella 10 Km di sci di fondo.
Ai Mondiali del 2011 a Chanty-Mansijsk (Russia) ha confermato i risultati delle Paralimpiadi di Vancouver, conquistando dapprima la medaglia d'argento nella 10 km e in seguito una medaglia di bronzo nella 15 km.
Due anni dopo, ai Mondiali del 2013 a Solleftea (Svezia) si riconferma ai vertici internazionali vincendo una medaglia d'argento nella 15 Km di sci di fondo.

### Altre attività
Lavora dal 1990 presso la Fondazione don Gnocchi di Milano, dove si occupa di information technology presso il Centro di formazione professionale (CEFoS).

## Palmarès

### Atletica leggera
Paralimpiadi 
- 1 medaglia[1]:
  - 1 bronzo (5000 m a Barcellona 1992)

 Giochi del Mediterraneo 
- 2 medaglie[1]:
  - 2 bronzi (1500 m a Linguadoca-Rossiglione 1993; 1500 m a Bari 1997)

### Sci di fondo
Paralimpiadi 
- 2 medaglie[2]:
  - 1 argento (10 km a Vancouver 2010)
  - 1 bronzo (15 km a Vancouver 2010)

 Mondiali 
- 3 medaglie[2]:
  - 1 argento (10 km a Chanty-Mansijsk 2011)
  - 1 argento (15 km a Sollefteå 2013)
  - 1 bronzo (15 km a Chanty-Mansijsk 2011)

 Coppa del Mondo 
- Miglior piazzamento in classifica generale: 3º nel 2010[2][6]
- 15 podi[2]:
  - 1 vittoria
  - 7 secondi posti
  - 7 terzi posti

 Coppa del Mondo - vittorie 
| Data | Luogo   | Paese   | Disciplina             |
| ---- | ------- | ------- | ---------------------- |
| 2010 | Bessans | Francia | 7,5 km Biathlon seduti |